# Lista de representantes do Chile para o Oscar de melhor filme internacional

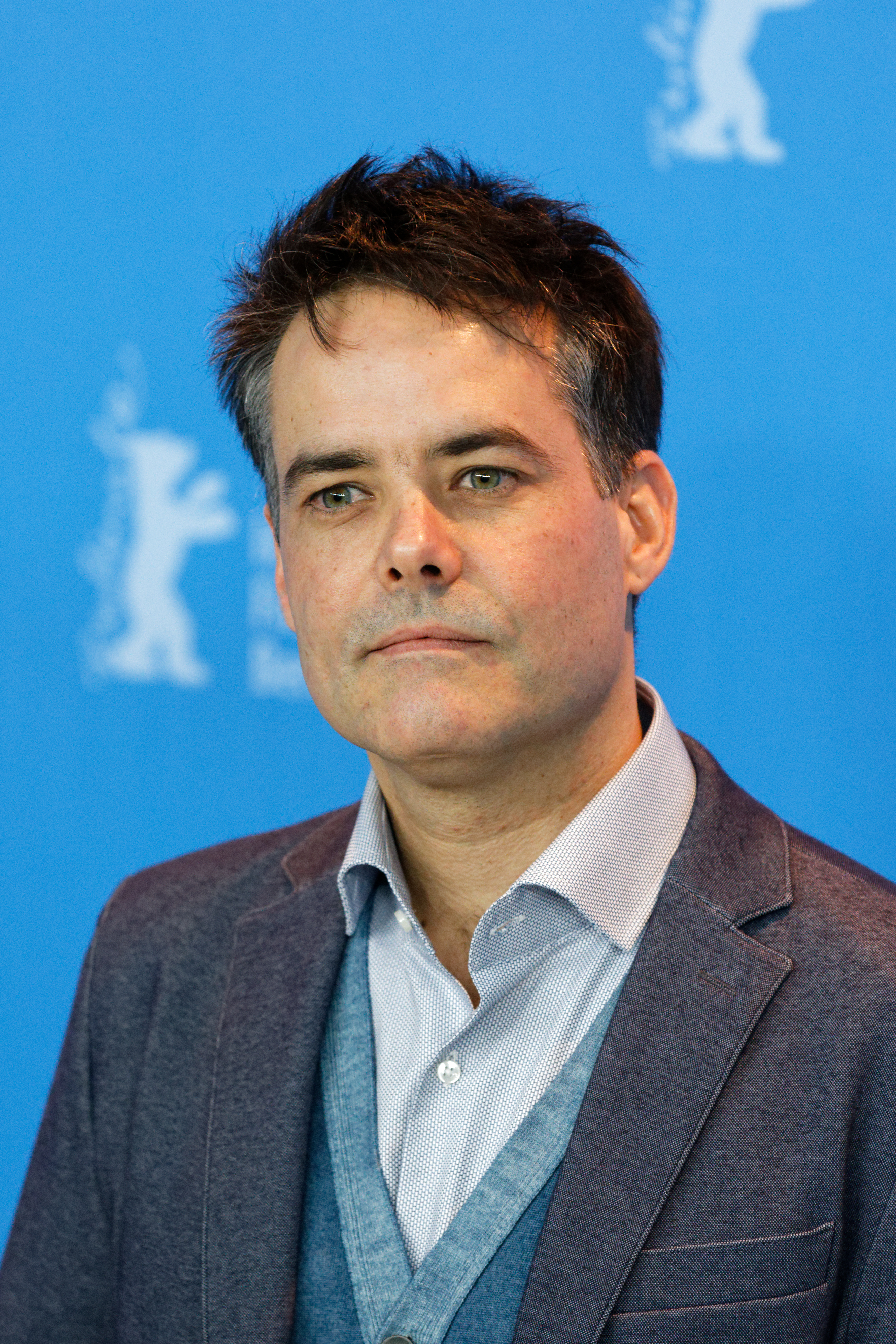
Sebastián Lelio foi o primeiro diretor chileno a ganhar o prêmio comUma Mulher Fantástica.

Lista de filmes chilenos concorrentes à indicação ao Oscar de Melhor Filme Internacional (anteriormente conhecido como Oscar de Melhor Filme Estrangeiro). O primeiro filme do Chile inscrito essa categoria de premiação foi em 1990..
A primeira indicação ao Oscar ocorreu em 2013 e, em 2018, O Chile ganhou sua primeira estatueta com Uma Mulher Fantástica . 

## Representantes
O concorrente chileno é selecionada anualmente pelo Consejo del Arte y la Industria Audiovisual, que também escolhe um indicado para o Prêmio Goya da Espanha. O indicado a Goya é geralmente o mesmo filme que o indicado ao Oscar.
Todos os filmes da lista foram rodados em espanhol 
| Ano do filme (Cerimônia) | Título em português                                 | Título original             | Título em inglês            | Diretor                       | Resultado      |
| ------------------------ | --------------------------------------------------- | --------------------------- | --------------------------- | ----------------------------- | -------------- |
| 1990: (63ª edição)       |                                                     | La Luna en el espejo        | The Moon in the Mirror      | Silvio Caiozzi                | Não indicado   |
| 1991: (64ª edição)       |                                                     | La frontera                 | The Frontier                | Ricardo Larraín               | Não indicado   |
| 1993: (66ª edição)       |                                                     | Johnny 100 pesos            | Johnny 100 Pesos            | Gustavo Graef Marino          | Não indicado   |
| 1994: (67ª edição)       | Amnésia                                             | Amnesia                     | Amnesia                     | Gonzalo Justiniano            | Não indicado   |
| 2000: (73ª edição)       | A Coroação                                          | Coronación                  | Coronation                  | Silvio Caiozzi                | Não indicado   |
| 2001: (74ª edição)       | Táxi para Três                                      | Taxi para tres              | A Cab for Three             | Orlando Lubbert               | Não indicado   |
| 2002: (75ª edição)       |                                                     | Ogú y Mampato en Rapa Nui   | Ogu and Mampato in Rapa Nui | Alejandro Rojas               | Não indicado   |
| 2003: (76ª edição)       | Os Debutantes                                       | Los debutantes              | Los Debutantes              | Andrés Waissbluth             | Não indicado   |
| 2004: (77ª edição)       | Machuca                                             | Machuca                     | Machuca                     | Andrés Wood                   | Não indicado   |
| 2005: (78ª edição)       |                                                     | Play                        | Play                        | Alicia Scherson               | Não indicado   |
| 2006: (79ª edição)       | Na Cama                                             | En la cama                  | In Bed                      | Matías Bize                   | Não indicado   |
| 2007: (80ª edição)       |                                                     | Padre Nuestro               | Padre Nuestro               | Rodrigo Sepúlveda             | Não indicado   |
| 2008: (81ª edição)       | Tony Manero                                         | Tony Manero                 | Tony Manero                 | Pablo Larraín                 | Não indicado   |
| 2009: (82ª edição)       | Dawson Ilha 10 – A Verdade Sobre a Ilha de Pinochet | Dawson, Isla 10             | Dawson, Island 10           | Miguel Littín                 | Não indicado   |
| 2010: (83ª edição)       | A Vida dos Peixes                                   | La vida de los peces        | The Life of Fish            | Matías Bize                   | Não indicado   |
| 2011: (84ª edição)       | Violeta Foi para o Céu                              | Violeta se fue a los cielos | Violeta Went to Heaven      | Andrés Wood                   | Não indicado   |
| 2012: (85ª edição)       | No                                                  | No                          | No                          | Pablo Larraín                 | Indicado       |
| 2013: (86ª edição)       | Gloria                                              | Gloria                      | Gloria                      | Sebastián Lelio               | Não indicado   |
| 2014: (87ª edição)       | Matar um Homem                                      | Matar a un hombre           | To Kill a Man               | Alejandro Fernández Almendras | Não indicado   |
| 2015: (88ª edição)       | O Clube                                             | El Club                     | The Club                    | Pablo Larraín                 | Não indicado   |
| 2016: (89ª edição)       | Neruda                                              | Neruda                      | Neruda                      | Pablo Larraín                 | Não indicado   |
| 2017: (90th)             | Uma Mulher Fantástica                               | Una mujer fantástica        | A Fantastic Woman           | Sebastián Lelio               | Ganhou o Oscar |
| 2018: (91ª edição)       | E de Repente o Amanhecer                            | Y de pronto el amanecer     | And Suddenly the Dawn       | Silvio Caiozzi                | Não indicado   |
| 2019: (92ª edição)       | Aranha                                              | Araña                       | Spider                      | Andrés Wood                   | Não indicado   |
| 2020: (93ª edição)       | Agente Duplo                                        | El agente topo              | The Mole Agent              | Maite Alberdi                 | Pré-Indicado   |
| 2021: (94ª edição)       | Branco no Branco                                    | Blanco en Blanco            | White on White              | Théo Court                    | Não indicado   |
| 2022: (95ª edição)       | Blanquita                                           | Blanquita                   | Blanquita                   | Fernando Guzzoni              | Não indicado   |
| 2023: (96ª edição)       | Os Colonos                                          | Los Colonos                 | The Settlers                | Felipe Gálvez Haberle         | Não indicado   |
| 2024: (97ª edição)       | No Lugar da Outra                                   | El lugar de la otra         | In Her Place                | Maite Alberdi                 | Pendente       |

A disputa de 2009 foi particularmente polêmica no Chile quando La Nana, um dos filmes mais premiados da história cinematográfica do Chile, foi preterido em favor de um drama histórico Dawson, Isla 10 de Miguel Littin. O Conselho Cultural do Chile divulgou um comunicado em novembro de 2009, defendendo a decisão.